# Adam Kowalski (wiceminister)
Adam Kowalski (ur. 19 grudnia 1901 w Żywcu, zm. ?) – polski działacz partyjny i państwowy, inżynier mechanik i elektryk, podsekretarz stanu w Ministerstwie Przemysłu Chemicznego (1953–1967).

## Życiorys
Syn Józefa i Michaliny. W 1925 ukończył studia na Wydziale Elektro-Mechaniczny Politechniki Lwowskiej, po których od 1925 do 1939 był konstruktorem ruchu i kierownikiem oddziału elektrycznego w Państwowej Fabryce Związków Azotowych w Chorzowie. W okresie okupacji do października 1941 zatrudniony jako starszy inżynier mechanik w Rejonowym Zarządzie Elektrowni Zachodniej Ukrainy we Lwowie. Następnie pracował jako kierownik garażu w Monopolu Tytoniowym w Czyżynach (1943–1944) i zarządca gospodarstwa rolnego w Słabkowicach (1944–1945), w tym okresie (do lutego 1945) członek Armii Krajowej. W latach 1945–1951 ponownie pracował w Zakładach Azotowych w Chorzowie kolejno jako kierownik elektrowni, wicedyrektor, dyrektor techniczny oraz p.o. dyrektora naczelnego. W 1951 został p.o. dyrektora, a w 1952 dyrektorem Centralnego Zarządu Przemysłu Syntezy Chemicznej w Gliwicach.
W 1947 wstąpił do Polskiej Partii Robotniczej, następnie w szeregach Polskiej Zjednoczonej Partii Robotniczej. Od stycznia 1953 do grudnia 1968 podsekretarz stanu w Ministerstwie Przemysłu Chemicznego, następnie skierowany na rentę.

## Odznaczenia
Odznaczony Srebrnym Krzyżem Zasługi (1947) za wybitne zasługi położone przy uruchomieniu Państwowej Fabryki Związków Azotowych w Chorzowie.